# 道化師 (カバレフスキー)
『道化師』（どうけし、露: Комедианты）作品26は、ドミトリー・カバレフスキーが作曲した全10曲からなる管弦楽のための組曲。カバレフスキーの作品の中でも最も有名なものであり、特に第2曲の『ギャロップ』は一般に『道化師のギャロップ』（Comedians' Galop）の愛称で親しまれ、単独で演奏されることが多い。

## 概要
1938年（あるいは1939年）にカバレフスキーは、ダニエリ・M（Даниэль М.、本名：マルク・ナウモヴィチ・ミェエロヴィチ、1900年 - 1940年）の児童劇『発明家と道化役者』（Изобретатель и комедиант）のために、全16曲からなる劇付随音楽を作曲した。この劇はドイツの発明家ヨハネス・グーテンベルクと旅するサーカス団の物語で、同年、モスクワの中央児童劇場で初演されたが、ダニエリ・Mが亡くなった翌年にこの中から10曲を選んで組曲としたのが本作である。
組曲版の初演は、1940年にレニングラード（現・サンクトペテルブルク）で行われた。

## 楽器編成
フルート（ピッコロ持ち替え）、オーボエ（コーラングレ持ち替え）、クラリネット2、ファゴット、ホルン2、トランペット2、トロンボーン、チューバ、ティンパニ、シロフォン、トライアングル、タンブリン、スネアドラム、バスドラム、シンバル、ピアノ、弦五部。

## 曲の構成
全10曲、演奏時間は約16分。
- 第1曲「プロローグ」アレグロ・ヴィヴァーチェ
- 第2曲「ギャロップ」プレスト
  - 前述の通り、全曲中最も有名な曲であり、日本ではヘルマン・ネッケの『クシコス・ポスト』やジャック・オッフェンバックの『天国と地獄』などと並び、もっぱら運動会の定番曲として親しまれている[6]。
- 第3曲「行進曲」モデラート
- 第4曲「ワルツ」モデラート
- 第5曲「パントマイム」ソステヌート・エ・ぺザンテ
- 第6曲「間奏曲」アレグロ・スケルツァンド
- 第7曲「叙情的小シーン」アンダンティーノ・センプリチェ
- 第8曲「ガヴォット」アレグレット
- 第9曲「スケルツォ」プレスト・アッサイ・エ・モルト・レッジェーロ
- 第10曲「エピローグ」アレグロ・モルト・エ・コン・ブリオ